# 星河ユカリ
星河 ユカリ（ほしかわ ゆかり、1982年9月14日 - ）は、広島県出身のレースクイーン、タレントである。

## 来歴
- 所属事務所はワンエイトプロモーションを経て、2008年4月にフェイスネットワークに移籍したが、同事務所が2009年12月末で会社解散して以降はフリーに転向している。
- 2008年に芸能人女子フットサルチーム「ZENT sweeties」に入団。背番号「2」を付けて2年間在籍していた。
- ZENT sweeties時代のチームメイトだった石渡奈緒美のライブにバックダンサーとして出演していたことがある。

## 人物
- 趣味・特技：ダンス、クラシックバレエ、Y字バランス
- 資格：パソコン検定1級、教員免許第2種

## 主な活動

### レースクイーン
- 2005年：スーパー耐久・ロイヤルハウス「YHエーワン」
- 2006年：スーパー耐久・ファストレーシング「コスメの国のプリンセス」
- 2008年：フォーミュラ・ニッポン「team 5 ZIGEN」

### テレビ
- ぐるはぴっ!（テレビ東京）
- MAXハニー（奈良テレビ）
- 中居正広の金曜日のスマたちへ（TBS）
- NHK地球エコ2008“フードマイレージをへらせ!ニッポンの食卓大研究”（NHK・2008年7月2日） - 羽田ゆうと共にアシスタントとして出演